# Postzak

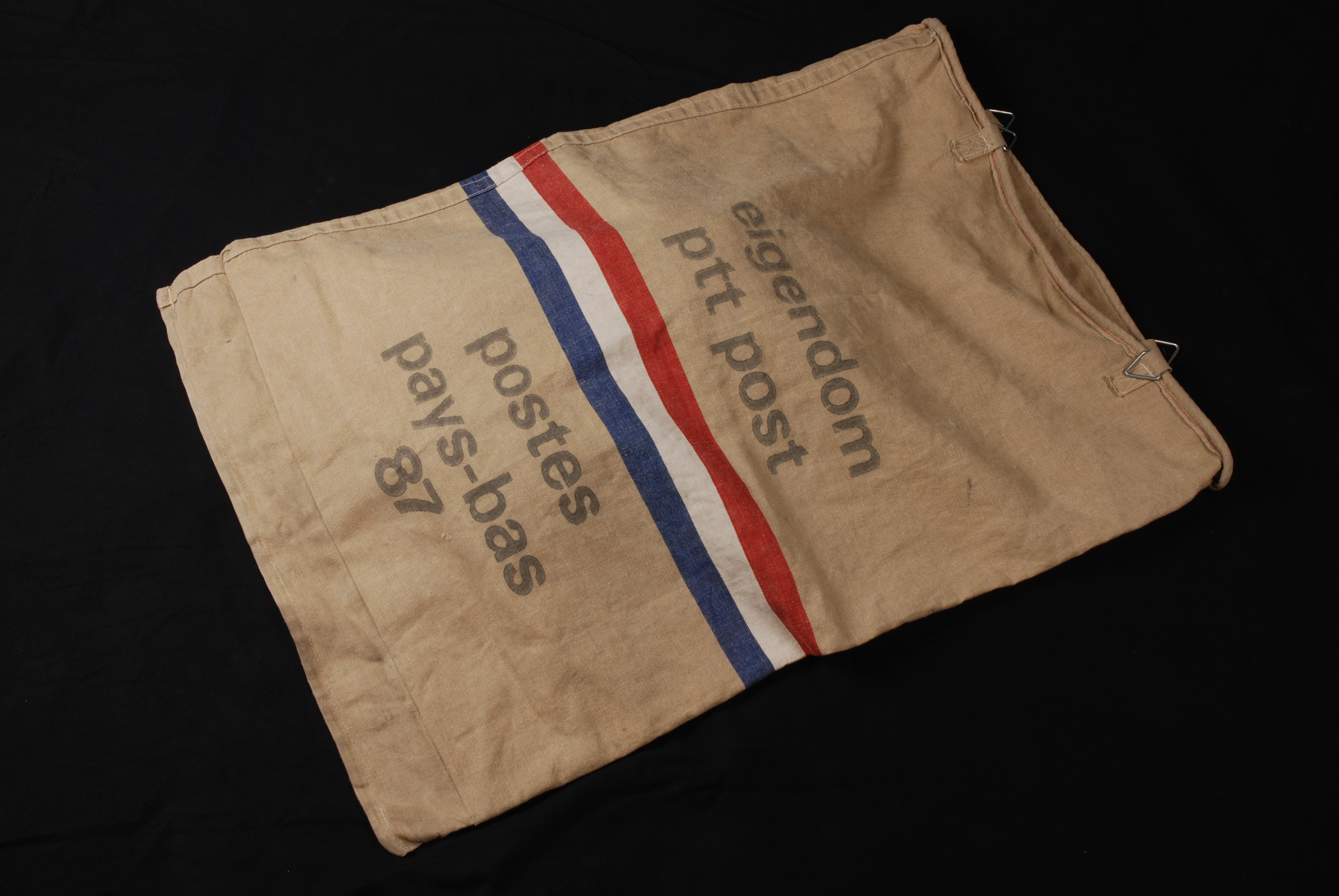
Nederlandse postzak

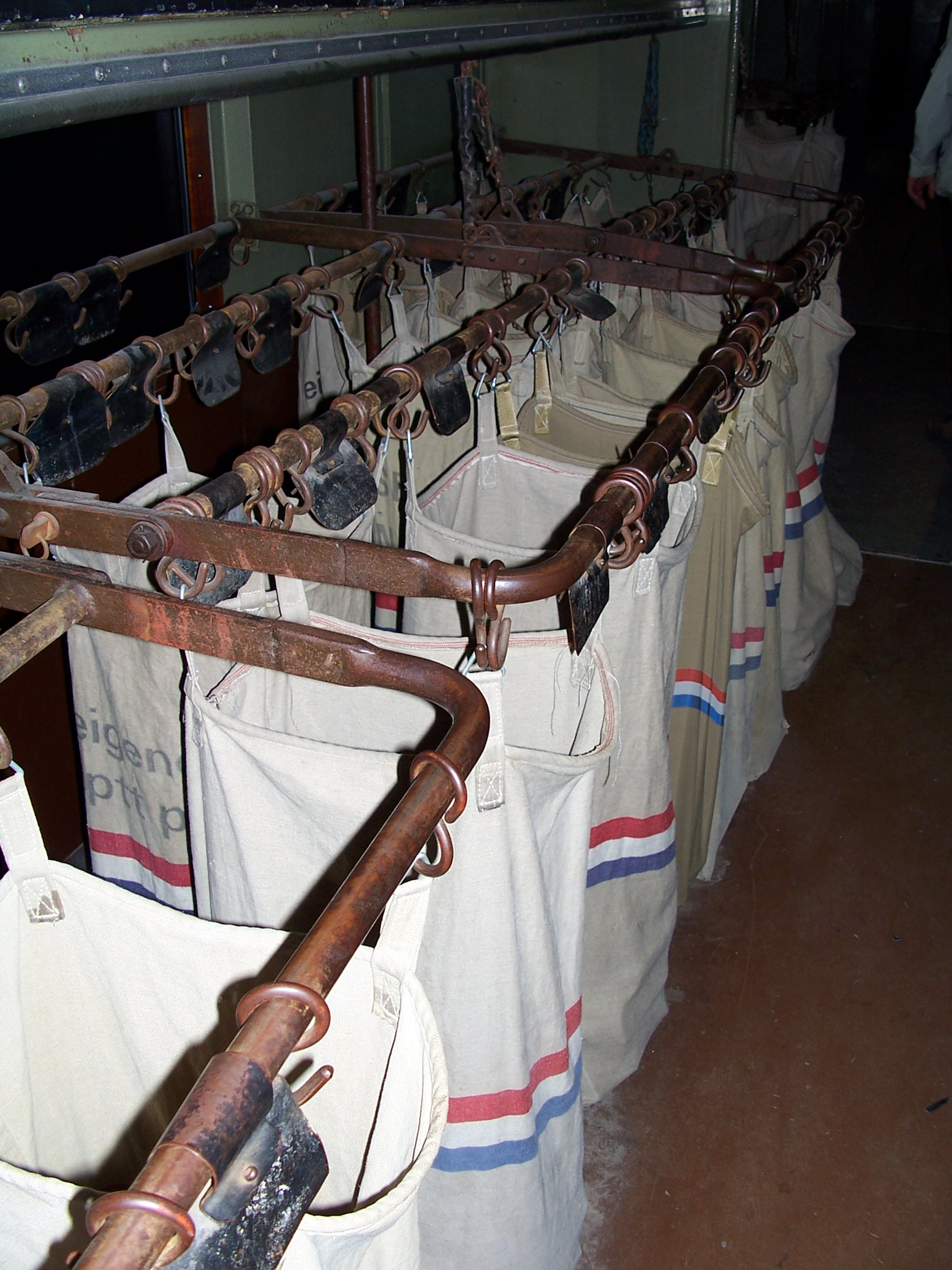
Postzakken in een posttrein

Een postzak is een stoffen zak waarin brieven, briefkaarten en brievenbuspakketjes van de brievenbussen, postagentschappen en businessbalies naar het postsorteercentrum worden vervoerd en vice versa. In plaats van zakken worden ook wel containers gebruikt.
Gewone postzakken zijn meestal van linnen of jute gemaakt. Voor luchtpost worden meestal lichtere stoffen gebruikt, van katoen of kunstvezel.